# Lolita City
Lolita City era um site que utilizava a rede TOR e hospedava uma série de conteúdos envolvendo pornografia infantil e abuso de menores, sempre contendo meninos e meninas de até 17 anos de idade, ignorando quaisquer leis sob idade minima legal para uma pessoas atuar em filmes adultos em diversos países (incluindo o Brasil).
O site era hospedado pela Freedom Hosting, um extinto serviço de hospedagem para sites Tor. (p6)

## Informações
O site operava através de um domínio .onion e só podia ser acessado através da rede Tor. o site apresentava e promovia crianças e adolescentes que os usuários poderiam seguir. Alguns dos fotógrafos que trabalhavam para o site eram profissionais, outros eram amadores, com a produção de conteúdos softcore e hardcore.
As vitimas poderiam variar entre recém-nascidos, crianças e jovens de até 17 anos. Em junho de 2013, o site hospedava cerca de 1,4 milhão de fotos ilegais. Os vídeos estavam disponíveis no site desde novembro de 2012.

## Operação de combate a pornografia infantil pelo Anonymous
Em outubro de 2011, o grupo hacktivista Anonymous lançou uma operação chamada "Darknet", com objetivo de interromper as atividades de sites contendo pornografia infantil presentes na deep web através de serviços ocultos. O Anonymous publicou um arquivo pastebin que afirmava serem os nomes de 1.589 usuários que frequentavam o site, incluindo o tempo de adesão ao site juntamente com as fotos e a quantidade delas enviadas ao site. O Anonymous disse que encontrou o site através do The Hidden Wiki e que o site armazenava mais de 100 gigabytes de pornografia infantil.
Lolita City ficou off-line em um ataque de negação de serviço do Anonymous. :7 : 7 